# Родик
Родик (итал. Roditti) је насеље у покрајини Крас, западни Бркини, у саставу Општине Хрпеље-Козина у статистичкој Истарско-крашкој регији (Приморска) у Словенији.

## Географија
Родик се налази на западном подножју брдовитог крашког ланца Бркини, на размеђи Тршћанског и Ћићаријског Краса. Стари део збијеног насеља медитеранског типа је на падини изнад старог пута Дивача - Козина, док се ново насеље стере од железничког моста у смеру према Козини. Занимљиво је да то село има улице: Подлуза, Бабенци, Плајнар, Дулања и Гурања улица, На васи, Сончана пот и Стазе.
Село лежи на надморској висини од 540 до 620 м на површини од 10,99 km². Крашка голет пошумљивана је већ од 1853. до 1871. захваљујући Јозефу Шyпфу (Schöpf) из Идрије. Од југа према северу Родик окружују брда Маганка и Челево те више Чук, Луза и Табор. Већи врхови су Оиланшче (итал. Popausce, 687 м), Ограда (687 м) и Ајдовшчина (804 м н/в)

## Историја
На брду Ајдовшчина нађени су остаци насеља племена Рундиктес.(Rundictes) Они се спомију у једном натпису нађеном у близини насеља Материја из раздобља Клаудијеваца, као део земљишног спора (око пројекта изградње пута који је требао да прође кроз њихов териториј) са сенатором Гајом Лецанијем Бассом (Gaius Laecanius Bassus), који је поред својих имања на истарској обали (Фажана, а вероватно и архипелаг Бриони), поседовао земљиште на овом подручју, вероватно пашњаке, који је граничио са земљиштем племена Рундиктес. Од имена овог племена долази и топоним Родик (за осталу историју овог краја в. Козина).

## Привреда
Некада су се Родичани бавили изнајмљивањем соба »триестинској господи«, па су имали ресторане (траторие) и трговине, основну школу, рудник, старачки дом, велик перадарник те су се бавили овчарством и воћарством. Добра је била и прометна инфраструктура, тако је Родик имао добру повезаност путевима и железничком пругом. Имао је и властитити водовод још из времена Марије Терезије. Вода је била доведена по улицама, а у средишту села је била и стара чесма.
Развој и начин живота променили cy обележје села. Остале су гостиона, трговина, развија се сеоски туризам, путеви су побољшани. Водовод је био потпуно обновљен. Вода се добива из Брестовишког водовода, који преко Родика води на Козину и Копар.

## Култура
Село има богату културну баштину, сада делује Културно друштво Јосип Јурчич, мандолинистички оркестар те хор..
Поред цркве св. Тројице у средишту села стоји споменик младим родичким жртвама фашизма.

## Становништво
Према подацима Статистичког уреда Словеније Родик је 2020. имао 330 становника.
| Број становника по пописима | Број становника по пописима | Број становника по пописима |
| --------------------------- | --------------------------- | --------------------------- |
| 1991                        | 2002                        | 2011                        |
| 263                         | 288                         | 311                         |

## Peфepeнцe
.
1. ↑  Slovenija : turistični vodnik : zvesti spremljevalec pri odkrivanju naravnih in kulturnih lepot. Marjan Krušič, Peter Skoberne, Gojko Zupan, Anton Gosar, Matjaž. Jeršič, Janez Mikuž (4., dopolnjena izd изд.). Ljubljana: Mladinska knjiga. 2009. ISBN 978-961-01-0690-6. OCLC 449669427.
2. ↑  Slapšak Božidar – The early history of Rodik, u: Rodik med Brkinin in Krasom (Rodik between Brkini and the Krast) – (Koper 1997) стр. . 19-64.
3. ↑  „ArcGIS Web Application”. gisportal.gov.si. Архивирано из оригинала 15. 01. 2022. г. Приступљено 2022-03-13.
4. ↑  „Prebivalstvo po naseljih, podrobni podatki, Slovenija, 1. januar 2020”. www.stat.si. Архивирано из оригинала 16. 12. 2020. г. Приступљено 2022-03-13.
5. ↑  „SURS”. www.stat.si. Приступљено 2022-03-13.